# ام‌اس اوستردم
ام‌اس اوستردم (به انگلیسی: MS Oosterdam) یک کشتی است که طول آن ۲۹۰ متر (۹۵۰ فوت) می‌باشد. این کشتی در سال ۲۰۰۲ ساخته شد.